# Astragalus bustillosii
Astragalus bustillosii es una  especie de planta herbácea perteneciente a la familia de las leguminosas. Se encuentra en Chile.

## Distribución
Es una planta herbácea perennifolia que se encuentra en Chile.

## Taxonomía
Astragalus bustillosii fue descrita por  Dominique Clos y publicado en Flora Chilena 2: 117, en el año 1847.
Etimología
Astragalus: nombre genérico derivado del griego clásico άστράγαλος y luego del Latín astrăgălus aplicado ya en la antigüedad, entre otras cosas, a algunas plantas de la familia Fabaceae, debido a la forma cúbica de sus semillas parecidas a un hueso del pie.
bustillosii: epíteto
Sinonimia
- Astragalus atacamensis (Kuntze) R.E.Fr.
- Astragalus brachycalyx Phil. (non Fisch.)
- Astragalus depauperatus (Phil.) Reiche
- Astragalus tarapacanus Speg.
- Phaca depauperata Phil.
- Phaca saxifraga Phil.
- Tragacantha atacamensis Kuntze[4]